# 泉州学園不当解雇事件
泉州学園不当解雇事件（せんしゅうがくえんふとうかいこじけん）は、日本の学校で起きた不当解雇事件。

## 概要

### 事件の経緯
学校法人泉州学園の運営する高等学校の生徒数は、1989年には1843人であったのがそれから減少傾向が続いていき、2007年には412人にまで減少していた。学校の主な収入源は生徒の払う納入金であるものの、その納入金は1996年には4億6578万円であったのが、2007年には2億890万円にまで減少していた。このことから学校法人泉州学園では2003年より複数回にわたり賃金や賞与を削減することでの人件費の削減や希望退職の募集を行ってきたものの、経営改善には至っていなかった。2007年には累積赤字が12億6513万円にまで達するなど、資金繰りは極めて窮した状態になっていた。2008年に泉州学園で働く教員の1人あたりの人件費は約636万円で、これは大阪府の私立高校の平均の68％という金額であったが、1人の教員が受け持つ生徒数の平均が約17人であるのに対して泉州学園では約11人という少ない数字であった。このような経営が窮している事態に泉州学園では希望退職者等の11人の人員削減をするのだが、この他の退職を希望しない7人の専任教員も整理解雇にすることにした。
2007年3月23日にに開かれた理事会では、2007年度の予算における消費支出超過額は1億184万円であり、これを基準に人員削減をすることにして、1人当たり590万円で序した数値を根拠として18人を削減することを決定していた。それから自主退職や講師の雇い止めや早期希望退職募集などを行うことによって2008年3月までに11人が退職することになった。それでも目標であった18人には7人が足りないために、7人を整理解雇にすることにした。整理解雇を行う基準は懲戒歴と年齢として7人を選定して、選定された7人には2008年3月31日をもって解雇する旨の意思表示を行った。だがこの解雇を行うことにより教員が不足することにもなるため、2008年4月1日から勤務する非常勤講師を採用し、それ以降も非常勤講師を採用してきた。
整理解雇されることとなる7人の教員には2008年3月30日に自宅に解雇通知書が送付されていた。この解雇通知書には解雇理由は生徒数の減少とそれに伴う法人財政の悪化のみが記されていた。2008年は卒業生が145人で入学者も145人と同数であり、この年になってから急激に生徒数が減少したという事実は無かった。このため一度に18人もの教員の減少は妥当ではなかった。このことにより学園は多額の退職金の負担に加えて急遽非常勤講師を採用することになり、このことは生徒や保護者に対する説明もできておらず、一部の授業が中止や成り立たない事態にもなり、転校を希望する生徒も出てきて学園内は混乱した。このことから整理解雇された7人のうちの6人の教員は解雇撤回を求めて訴訟を起こした。この訴訟は7人の教員の権利侵害のみでなく生徒の学ぶ権利の侵害でもあり、学園の存在さえも危うくする暴挙であるとして戦うことにした。

### 裁判
2009年12月18日に大阪地方裁判所堺支部でこの裁判の判決が行われる。これによると学校法人泉州学園が行った7人の整理解雇のうち6人の整理解雇は有効というものであった。この整理解雇では協議を尽くさずに行っていたことは問題ではあるが、整理解雇を行うには4要素の全てが具備されていなければ無効となる根拠は無いと判示された。人件費を削減することの必要は認められ、希望退職者募集などで解雇を回避するための努力も認められ、懲戒歴や年齢による人選も合理的であったと判断された。このうちの1人には処分歴がなかったため解雇が無効であるということは認められた。
大阪地方裁判所堺支部での判決に対して、整理解雇をされた教員は控訴をする。2011年7月15日に大阪高等裁判所で控訴審の判決が行われ、これは一審判決を取り消して原告となっていた5人全員の雇用契約上の地位を確認して、就労ができなかった期間の賃金の全額の請求を認めるというものであった。判決では整理解雇は使用者の業務上の都合を理由とするものであり、解雇される労働者には落ち度が無いというのに一方的に収入を得る手段を奪われるという重大な不利益を受けるために、それが有効かどうかは4要素を総合考慮して決するのが相当とされ、これは従来の裁判例の一般論をほぼ踏襲したもので、人員削減の必要性ではなく解雇の必要性としている。4要素の1つ目である解雇の必要性は、整理解雇の必要性というものを具体的に検討する必要があったとされて、11人の希望退職によって人件費が減少されることから7人を解雇する必要は無かったとされた。2つ目である解雇回避への努力を尽くしたかについては、財務内容を的確に分析して法理的な人員削減計画を策定することが条件で、これからどのような内容と程度の財政再建を目指して、そのためにはどの程度の人件費の削減が必要で、それを実現するためにはどのような方法が考えられるかをまず提示するべきであるのに、学園はこれを行っていなかった。4つ目である解雇の手続きの相当性については、学園は結論のみの一方的な整理解雇の実施の告知と通告を行ったのみであり、実質的な協議が行われていなかった。これらのことからこの事件での整理解雇というのは、学園による必要性と回避への努力と解雇手続きの相当性のいずれもは否定的であったと判断され、客観的に合理性を描いた社会通念上不相当なものとして無効とされた。
学園側は大阪高等裁判所の判決を不服として最高裁判所に上告する。2012年3月21日に古田佑紀が裁判長であった最高裁判所で学園側の上告が棄却され、大阪高等裁判所での解雇は無効であるという判決が確定した。